# Louis Schweitzer
Louis Schweitzer (Ginevra, 8 luglio 1942) è un dirigente d'azienda francese, attualmente presidente del consiglio d'amministrazione di Renault SA, società che ha guidato, come presidente-direttore generale, dal 1992 al 1º aprile 2005.
Dal 2005 al 2010 ha presieduto l'Alta Autorità per la lotta contro la discriminazione e per l'uguaglianza. Membro o ex membro di diversi consigli di amministrazione (Volvo, BNP Paribas, EDF, L'Oréal, Philips, AstraZeneca), ha presieduto MEDEF International nel 2005.
Tra il 2011 e il 2020 è stato presidente di Initiative France, una rete di associazioni per prestiti d'onore e sostegno ai creatori d'impresa.  È il rappresentante speciale del Ministero degli Esteri per il Giappone. Dal 2012 è Presidente del Consiglio di Amministrazione della Fondazione per il Diritto, l'Etica e la Scienza degli Animali.
In seguito alle dimissioni di Olivier Duhamel da presidente della Fondazione nazionale per le scienze politiche nel gennaio 2021, Louis Schweitzer è stato nominato presidente ad interim fino all'elezione di Laurence Bertrand Dorléac nel maggio 2021.

## Biografia
Nato a Ginevra, in Svizzera, in una famiglia protestante dell'Alsazia, Louis Schweitzer era figlio di Pierre-Paul Schweitzer, direttore del FMI tra il 1963 e il 1973, pronipote del premio Nobel per la Pace Albert Schweitzer e il direttore d'orchestra Charles Munch. Di conseguenza, è cugino di Jean-Paul Sartre. Educato al protestantesimo, Louis Schweitzer era ateo.
Ha studiato all'Institut d'études politiques de Paris laureandosi in giurisprudenza nel 1964. Lì si è preparato per il concorso per l'École nationale d'administration, dove è stato ammesso alla classe Robespierre (gennaio 1968-maggio 1970).

## Carriera

### Nel servizio civile
Diventa ispettore delle finanze ed entra a far parte del Dipartimento del Bilancio. Quindi insegna finanza pubblica all'IEP di Parigi.
Nel 1981 è nominato capo di gabinetto di Laurent Fabius, ministro del Bilancio nel governo di Pierre Mauroy. Lo segue poi al Ministero dell'Industria, quindi  a Matignon. In questo ruolo è coinvolto nella vicenda delle intercettazioni dell'Eliseo e in seguito del sangue contaminato.

### CEO di Renault
Dopo il fallimento della sinistra nel 1986, entra in Renault come direttore del controllo di gestione grazie a Georges Besse, che a sua volta aveva affiancato Laurent Fabius. Sostenuto dai suoi legami con il Partito Socialista, nonostante le resistenze interne, sale rapidamente la scala aziendale: nel 1987, quando è necessario negoziare il debito di 12 miliardi di franchi con il governo, viene nominato direttore finanziario, poi direttore generale. È diventato Presidente e Amministratore Delegato del gruppo automobilistico tra il 1992 e il 2005.
All'inizio degli anni '90, il settore automobilistico ha iniziato un movimento verso la concentrazione con acquisizioni di marchi e fusioni: i gruppi si stanno espandendo a livello globale e cercano di ampliare la loro gamma e aumentare i loro volumi di produzione, garanzia di una redditività più costante. Mentre si preparava la privatizzazione di Renault per il 1996, Louis Schweitzer moltiplica i suoi contatti con gli altri costruttori per dare a Renault la dimensione globale che le manca. Così, Renault rileva il piccolo produttore coreano Samsung Motors nel 1990, che diventa Renault Samsung Motors ed è posseduto all'80% da Renault. Poi, nel settembre 1993, il Gruppo Renault e Volvo AB annunciano il loro fidanzamento. Le complementarità ci sono: Volvo è saldamente radicata negli Stati Uniti, mentre Renault è forte in America Latina. Inoltre, la fusione delle filiali "dei pesi massimi" dei due gruppi darebbe origine a un campione del mondo. Ma il 2 dicembre 1993, Louis Schweitzer e il suo collega svedese Pehr Gyllenhammar devono annunciare il fallimento del matrimonio, in seguito alla ribellione dei dirigenti svedesi e della maggioranza degli azionisti svedesi. In larga misura, questo fallimento è dovuto alla mancata considerazione dell'aspetto umano e culturale. Gli svedesi sono attaccati alla loro cultura partecipativa e sono rimasti scioccati da ciò che percepiscono dei francesi: poco aperti al dialogo e desiderosi di imporre le loro soluzioni. Louis Schweitzer ha tenuto conto di questo fallimento nello sviluppo dell'alleanza con Nissan e ha fatto tutto il possibile per risparmiare le sensibilità giapponesi durante i negoziati e l'accordo che sarebbe stato raggiunto sei anni dopo. In effetti, sono stati presi contatti con Nissan, che ha registrato pesanti perdite e ha lottato di fronte alla concorrenza di altri produttori giapponesi. Anche in questo caso, le complementarietà sono ottime: a differenza di Nissan, Renault ha già un buon punto d'appoggio in Europa e America Latina, ma l'Asia, che sta appena iniziando a rivelare il suo significativo potenziale di crescita, rimane il suo punto debole.
Renault e Nissan siglano un accordo, base di una profonda cooperazione che combina scambio di quote e collaborazione industriale. Nel marzo 1999 nasce ufficialmente l'alleanza Renault-Nissan. Sempre nel 1999, dopo aver fallito l'acquisto del produttore ceco Škoda, che era stato acquisito dal gruppo Volkswagen, Renault prende il controllo del produttore rumeno in difficoltà Dacia, in modo da produrre un veicolo entry-level economico ("l'auto da 30.000 franchi"). Nonostante i dubbi e le critiche inizialmente ricevute, questa attività si trasformò in un successo commerciale.
Consapevole delle sue debolezze nella gestione quotidiana, Louis Schweitzer promuove Carlos Ghosn, che era responsabile della riduzione dei costi, come suo numero due. Questo periodo è segnato dalla privatizzazione della Renault nel 1996, dalla chiusura dello stabilimento belga di Vilvoorde e da un grande trasferimento della produzione Renault al di fuori della Francia, in particolare in Turchia, dove lo stabilimento di Bursa diventa una componente importante del sistema industriale della Renault. Carlos Ghosn fa poi miracoli in Giappone, dove è stato inviato da Louis Schweitzer per snellire la gestione della casa costruttrice giapponese, a partire dagli acquisti.
Alla fine del mandato di Louis Schweitzer, la trasformazione dell'ex società Renault era completa. Mentre la forza lavoro di Renault in Francia è stata notevolmente ridotta, passando da 85.962 dipendenti a 42.953, l'azienda è diventata anche una delle principali multinazionali dell'industria automobilistica globale, dove occupa il quarto posto. Questa rivoluzione, portata avanti in 13 anni da un'azienda a lungo aiutata dai sussidi statali e parte di un sistema di economia mista, è emblematica del modo in cui una parte dell'economia francese si è adattata alla globalizzazione, e fa di Louis Schweitzer, secondo L'Usine nouvelle, un capo con una strategia "visionaria" che ha saputo realizzare questi cambiamenti imparando dai suoi fallimenti.
L'11 marzo 2004 Louis Schweitzer entra a far parte del consiglio di amministrazione del gruppo farmaceutico britannico AstraZeneca in qualità di direttore[18].
Tuttavia, il record di Schweitzer è stato criticato in termini di remunerazione. Infatti, mentre le delocalizzazioni erano state motivate in nome della riduzione dei costi salariali, le entrate di Schweitzer hanno raggiunto vette fino ad allora sconosciute alla casa automobilistica. Lo stipendio di Raymond Lévy ha raggiunto il milione di franchi all'anno e quello di Schweitzer i due milioni di euro all'anno nel 2005. Carlos Ghosn andrà oltre la soglia dei 10 milioni all'anno.
Nel 2005, dopo aver lasciato la direzione di Renault, è diventato Presidente del Consiglio di Amministrazione (data di scadenza: 2009), un titolo quasi onorifico per il quale continua a ricevere il suo stipendio fisso mantenuto a 900.000 euro all'anno, nonché un compenso forfettario legato alla posizione di Presidente del consiglio di amministrazione per un importo di 200.000 euro in un anno intero.

## Controversie
È stato dichiarato colpevole nel 2002 di aver condotto la sorveglianza al telefono di Jean-Edern Hallier come parte di un'unità speciale dell'Eliseo e multato. La Corte di Cassazione ha confermato la sua condanna nel 2008.